# Liste des épisodes de Meurtres au paradis

Cet article présente la liste des épisodes de la série télévisée franco-britannique Meurtres au paradis.

## Liste des saisons

### Première saison (2011)
1. Le shérif est mort (Death in Paradise)
2. La mariée était en blanc (Wicked Wedding Night)
3. Sortilège vaudou (Predicting Murder)
4. Noces de sang (Missing a Body?)
5. L'Ange gardien (Spot the Difference)
6. Dernière Plongée (An Unhelpful Aid)
7. Carnaval de sang (Music of Murder)
8. Le Baiser de Judas (Amongst Us)

### Deuxième saison (2013)
1. Meurtre à la plantation (A Murder on the Plantation)
2. Faux-semblants (An Unholy Death)
3. Relooking extrême (Death in the Clinic)
4. Le Secret du pirate (A Deadly Curse)
5. Escale fatale (Murder Onboard)
6. Coup de soleil (A Dash of Sunshine)
7. Ouragan meurtrier (A Stormy Occurrence)
8. Charité bien ordonnée (A Deadly Party)

### Troisième saison (2014)
1. Le Trouble-fête (Death of a Detective)
2. Silence, on tue ! (The Wrong Man)
3. L'Art ou la Mort (An Artistic Murder)
4. Vu du ciel (Ye of Little Faith)
5. La Lettre d'adieu (Political Suicide)
6. Un oiseau rare (The Early Bird)
7. Île privée (The Man With the Golden Gun)
8. Retraite au soleil (Rue Morgue)

### Quatrième saison (2015)
1. L'Entrepôt aux esprits (Stab in the Dark)
2. Un bon jour pour mourir (Hidden Secrets)
3. Recette mortelle (Damned If You Do...)
4. Un mot de trop (Until Death Do You Part)
5. Une mort rock'n roll (Swimming in Murder)
6. Joueuse vedette (The Perfect Murder)
7. Travail d'équipe (She Was Murdered Twice)
8. Condamnation sans appel (Unlike Father, Unlike Son)

### Cinquième saison (2016)
1. Le Petit Soldat de plomb (The Complex Murder)
2. Le Rocher de la discorde (One for the Road)
3. Un monde d'apparences (Posing in Murder)
4. Message d'outre-tombe (A Personal Murder)
5. Jeux d'énigmes (Lost Identity)
6. Un meurtre au menu (Dishing Up Murder)
7. Chasseurs de trésors (The Blood Red Sea)
8. L'Amour et ses conséquences (Flames of Love)

### Sixième saison (2017)
1. Sur la pente du volcan (Erupting in Murder)
2. Le Flamboyant (The Secret of the Flame Tree)
3. La Maison Cécile (The Impossible Murder)
4. Une victoire de courte durée (Stumped in Murder)
5. Un homme à la mer (1re partie) (Man Overboard – Part One)
6. Un homme à la mer (2e partie) (Man Overboard – Part Two)
7. Erreur sur la personne (In the Footsteps of a Killer)
8. Jour de vote (Murder in the Polls)

### Septième saison (2018)
1. Le Vernis de la mariée (Murder from above)
2. L'As de pique (The stakes are high)
3. La mort est un best-seller (Written in murder)
4. Le Guérisseur (The healer)
5. On ne meurt que deux fois (Murder on the day of the death)
6. La Paix intérieure (Meditated in murder)
7. Des aveux suspects (Dark memories)
8. Un dernier reggae (Melodies of murder)

### Huitième saison (2019)
1. L'Honoré Express (Murder on the Honoré Express)
2. Meurtre au zoo (Murder Most Animal)
3. Destination de rêve (Wish You Weren't Here)
4. Du grain à moudre (Frappe Death Day)
5. Le Rouge de l'océan (1re partie) (Beyond the Shining Sea – Part One)
6. Le Rouge de l'océan (2e partie) (Beyond the Shining Sea – Part Two)
7. Mort à l'antenne (Murder on the Airwaves)
8. Au poste ! (Murder Begins at Home)

### Neuvième saison (2020)
1. Meurtre en deux parties (La Murder Le Diablé)
2. L'enfant terrible (A Murder in Portrait)
3. Sortie de route (Tour De Murder)
4. La lettre à Elise (Pirates of the Murder Scene)
5. De Manchester à Sainte-Marie (Switcharoo Summary)
6. Opération survie (Murder on Mosquito Island)
7. Le salon de coiffure (Death in the Salon)
8. Témoin aveugle (Now You See Him, Now You Don't)

### Dixième saison (2021)
1. Meurtre dans la matinale (Pilot of the Airwaves)
2. Trésors enfouis (Steamy Confessions)
3. Jackpot (Lucky in Love)
4. Enquête sous perfusion (Chain Reaction)
5. Pacte avec le diable (1re partie) (Music To My Ears)
6. Pacte avec le diable (2e partie) (Fake or Fortune)
7. Partie de pêche (Somewhere in Time)
8. Amnésie (I'll Never Let You Go)

### Episode spécial (2021)
1. Noël aux Caraïbes (Christmas special)

### Onzième saison (2022)
1. Enlèvement (Last Call to Honoré)
2. Frères ennemis (A Double Bogey)
3. Toujours plus haut (Death in Flight)
4. Un vent de Jamaïque (Undercover and Out)
5. Addiction (Painkiller Thriller)
6. Un meurtre sans cadavre (Phone-In Murder)
7. Dans le noir (Murdering Lyrical)
8. Echec à la dame (Death of a Pawn)

### Episode spécial (2022)
1. Le fantôme de Noël (The Death Ghost)

### Douzième saison (2023)
1. L'éclipse (Murder in the Stars)
2. Les survivalistes (The Communal Death)
3. Plage à vendre (Murder on the High Seas)
4. Désignée coupable (An Unpleasant Homecoming)
5. Un foyer aimant (On the Sanctity of Children)
6. La lettre anonyme (1ère Partie) (A Murder Forewarned — Part 1)
7. La lettre anonyme (2ème Partie) (Sins of the Detective — Part 2)
8. Sur un air de Calypso (A Calypso Caramba)

### Episode spécial (2023)
1. L'étrange Noël de Debbie (It's Behind You)

### Treizième saison (2024)
1. Une vie gâchée (Going Round in Circles)
2. Carton plein (Your Number's Up)
3. Un plat qui se mange froid (Serving Up Murder)
4. Court-circuit (Murder Most Electric)
5. Question d'avenir (As the Sun Sets...)
6. La liste de souhaits (Murder Going Down)
7. Face-à-face (A Tale of Two Islands)
8. Le troisième passager (A Murder in the Skies)

### Episode spécial (2024)
1. Qui veut tuer le père Noël ? (Christmas 2024)

### Quatorzième saison (2025)
1. L'armoire des scellés
2. Fin de course
3. Pour qui sont ces serpents ?
4. Un rhum frelaté
5. Carton rouge
6. Arnaque amoureuse
7. L'affaire Dorna Bray
8. Sous la carapace